# Riom-Communauté
Riom-Communauté est une ancienne communauté de communes française, située dans le département du Puy-de-Dôme en région Auvergne-Rhône-Alpes.
Riom-Communauté a été créée le 1er janvier 2000. Elle est la deuxième du département en importance économique et démographique après celle de Clermont Communauté.

## Historique
La communauté de communes a été créée le 1er janvier 2000.
Le 1er janvier 2016, les communes de Cellule et de La Moutade fusionnent pour constituer Chambaron-sur-Morge.
Le projet de schéma départemental de coopération intercommunale (SDCI) du Puy-de-Dôme prévoit la fusion avec les communautés de communes de Limagne d'Ennezat et Volvic Sources et Volcans. La nouvelle structure intercommunale compte 31 communes pour une population d'environ 65 000 habitants, autorisant sa transformation en communauté d'agglomération.
Le périmètre proposé n'est pas modifié (hormis le nombre de communes) à la suite de l'adoption du SDCI en mars 2016. Un arrêté préfectoral du 12 décembre 2016 prononce la fusion de ces trois communautés de communes, mais restera une communauté de communes, prenant le nom de « Riom Limagne et Volcans ».

### Présidents
| Période                                  | Période | Identité        | Étiquette | Qualité                         |
| ---------------------------------------- | ------- | --------------- | --------- | ------------------------------- |
| Les données manquantes sont à compléter. |         |                 |           |                                 |
| 1999                                     | 2014    | Pascal Faucheux | PS        | Maire de Saint-Bonnet-près-Riom |
| 2014                                     | 2016    | Pierre Pécoul   |           | Maire de Riom                   |

## Territoire communautaire

### Géographie
Riom-Communauté est située au nord du département du Puy-de-Dôme ; c'est l'une des neuf intercommunalités du pays du Grand Clermont. Elle jouxte la communauté d'agglomération Clermont Communauté au sud et les communautés de communes Volvic Sources et Volcans à l'ouest, Côtes de Combrailles au nord, Nord Limagne au nord-est et Limagne d'Ennezat à l'est.
Le territoire communautaire est desservi par l'autoroute à deux numéros A71-A89 grâce à l'échangeur 13, les routes départementales 2009 (ancienne route nationale 9 traversant et route départementale 447 contournant Riom par l'est), 2144 (vers Montluçon), 986 (vers Volvic), 224 (vers Ennezat), 211 (vers Thuret). Deux lignes ferroviaires (en dehors de celle menant à Volvic) traversent également le territoire, avec une gare à Riom : Riom - Châtel-Guyon, desservie par les trains vers Clermont-Ferrand, Paris, Lyon, Gannat ou Montluçon.

### Composition
Elle regroupe les dix communes suivantes :
| Nom                    | Code Insee | Gentilé      | Superficie (km2) | Population (dernière pop. légale) | Densité (hab./km2) |
| ---------------------- | ---------- | ------------ | ---------------- | --------------------------------- | ------------------ |
| Riom (siège)           | 63300      | Riomois      | 31,97            | 18 680 (2022)                     | 584                |
| Chambaron sur Morge    | 63244      |              | 14,05            | 1 779 (2022)                      | 127                |
| Le Cheix-sur-Morge     | 63108      | Aucheixères  | 4,63             | 689 (2022)                        | 149                |
| Enval                  | 63150      | Envalois     | 4,87             | 1 581 (2022)                      | 325                |
| Malauzat               | 63203      | Malauzaires  | 5,99             | 1 160 (2022)                      | 194                |
| Marsat                 | 63212      | Marsadaires  | 4,08             | 1 452 (2022)                      | 356                |
| Ménétrol               | 63224      | Ménétrolois  | 8,94             | 1 641 (2022)                      | 184                |
| Mozac                  | 63245      | Mozacois     | 4,05             | 3 889 (2022)                      | 960                |
| Pessat-Villeneuve      | 63278      | Villeneuvois | 6,26             | 744 (2022)                        | 119                |
| Saint-Bonnet-près-Riom | 63327      | Brayauds     | 7,03             | 2 078 (2022)                      | 296                |

### Démographie
| 1968   | 1975   | 1982   | 1990   | 1999   | 2008   | 2013   |
| ------ | ------ | ------ | ------ | ------ | ------ | ------ |
| 21 632 | 24 117 | 27 631 | 30 487 | 30 902 | 31 060 | 32 666 |

## Administration

### Siège
Le siège de la communauté de communes est situé à Riom.

### Les élus
La communauté de communes est gérée par un conseil communautaire composé de 41 membres représentant chacune des communes membres.
Ils sont répartis comme suit, avant fusion de Cellule et La Moutade :
| Nombre de délégués | Communes                                   |
| ------------------ | ------------------------------------------ |
| 19                 | Riom                                       |
| 6                  | Mozac                                      |
| 3                  | Saint-Bonnet-près-Riom                     |
| 2                  | Cellule, Enval, Malauzat, Marsat, Ménétrol |
| 1                  | Le Cheix, La Moutade, Pessat-Villeneuve    |

### Présidence
En 2014, le conseil communautaire a élu son président, Pierre Pécoul (maire de Riom), et désigné ses neuf vice-présidents qui sont :
| No | Identité               | Qualité                               | Délégation                                                 |
| -- | ---------------------- | ------------------------------------- | ---------------------------------------------------------- |
| 1  | Thierry Roux           | Conseiller municipal de Riom          | Aménagement de l'espace, mobilité et développement durable |
| 2  | Alain Paulet           | 1er adjoint au maire de Mozac         | Développement économique                                   |
| 3  | Sylvie Gerbe           | 1re adjointe au maire d'Enval         | Enfance et jeunesse                                        |
| 4  | Jean-Philippe Perret   | Maire de Saint-Bonnet-près-Riom       | Équipements sportifs                                       |
| 5  | Gérard Dubois          | Maire de Pessat-Villeneuve            | Politique de l'habitat et du cadre de vie                  |
| 6  | Jacques Vigneron       | Maire de Marsat                       | Tourisme                                                   |
| 7  | Jean-Paul Ayral        | Maire de Malauzat                     | Finances                                                   |
| 8  | Stéphanie Flori-Dutour | 1re adjointe au maire de Riom         | Ressources humaines et mutualisation des services          |
| 9  | Daniel Jean            | Conseiller municipal délégué de Mozac | Animation et équipements culturels                         |

### Compétences
En 2013, les compétences de Riom Communauté se partagent entre deux compétences obligatoires (développement économique, aménagement de l'espace) et six compétences facultatives (protection et mise en valeur de l'environnement, politique du logement et du cadre de vie, voiries communautaires, équipements culturels et sportifs d’intérêt communautaire, l'action social, relais d'assistantes maternelles). L'intercommunalité a également eu en charge le transport scolaire, compétence qui fut ensuite transféré au département.
Riom Communauté gère la Piscine communautaire de Riom, les points lecture de la communauté de communes, les équipements sportifs reconnus d’intérêt communautaire ainsi que les musées. Riom Communauté gère aussi le réseau de transport Urbain R'cobus.

Depuis 2016 Riom Communauté a récupéré la compétence petite enfance malgré de nombreux débats.

### Régime fiscal et budget
La communauté de communes applique la fiscalité professionnelle unique.
En 2015, les taux d'imposition votés étaient : taxe d'habitation 8,97 %, foncier bâti 0 %, foncier non bâti 3,92 %, cotisation foncière des entreprises 25,22 %.

## Projets et réalisations
Le grand projet de la mandature est les Jardins de la Culture, un complexe qui intégrera une médiathèque, un relais d’assistante maternelle ainsi que des salles de cinémas.